# Гри значення
Гри значення — спільне значення обох частин рівності
{\displaystyle \nu =\sup _{x\in X}\inf _{y\in Y}H(x,y)=\inf _{y\in Y}\sup _{x\in X}H(x,y)}
в антагоністичній грі Γ = <X, Y, H>.
Якщо гравці мають оптимальні (або ε-оптимальні для будь-якого ε > 0) стратегії, то значення гри існує.
Застосовуючи свою оптимальну стратегію, перший гравець забезпечує собі отримання виграшу, не меншого ніж ν, а другий гравець гарантує, що його програш не перебільшить ν.
Значення гри існує для широких класів антагоністичних ігор, зокрема, для матричних ігор, і для деяких класів нескінченних ігор (див. Гра на одиничному квадраті).